# Philippotocepheus siniloanensis
Philippotocepheus siniloanensis är en kvalsterart som först beskrevs av Corpuz-Raros 1979.  Philippotocepheus siniloanensis ingår i släktet Philippotocepheus och familjen Otocepheidae. Inga underarter finns listade i Catalogue of Life.